# Milan Osterc
Milan Osterc (Murska Sobota, Jugoslávia, 4 de Julho de 1975) é um ex-futebolista profissional esloveno, que atuava como atacante.

## Carreira
Milan Osterc se profissionalizou no modesto Beltinci, e em pouco tempo se transferiu ao ND Gorica.

### Hapoel Tel-Aviv
Osterc é um idolo do clube israelense, muito embora por sua passagem e gols na Copa da UEFA de 2001–02, na qual marcou gols decisivos contra grandes clubes europeus e fez cinco gols na competição.

## Seleção
Milan Osterc representou a Seleção Eslovena de Futebol na Copa do Mundo de 2002, na Coreia do Sul e Japão.

## Títulos

### Olimpija
- Slovenian Cup: 1999–2000

### Hapoel Tel Aviv
- Toto Cup: 2001–02